# Humiriastrum obovatum
Humiriastrum obovatum är en tvåhjärtbladig växtart som först beskrevs av George Bentham, och fick sitt nu gällande namn av José Cuatrecasas. Humiriastrum obovatum ingår i släktet Humiriastrum och familjen Humiriaceae. Inga underarter finns listade i Catalogue of Life.